# Agdam
Agdam (ázerbájdžánsky: Ağdam, rusky: Агдам) je znovuobnovované město v Ázerbájdžánu, oficiálně hlavní město Agdamského rajónu. Město bylo založeno v 18. století. Na konci sovětského období mělo 39 200 obyvatel.
Arménské síly obsadily Agdam v červenci 1993 během první války v Náhorním Karabachu. Ázerbájdžánské obyvatelstvo bylo z města vyhnáno. Arméni, aby odradili Ázerbájdžánce od návratu, zničili většinu města. Během arménské okupace bylo město opakovaně vypleněno, vše cenné bylo vyvezeno do Arménie a domy rozebrány na stavební materiál. V rámci dohody, která ukončila válku v Náhorním Karabachu v roce 2020, byly ruiny města a celý agdamský rajón dne 20. listopadu 2020 vráceny pod ázerbájdžánskou kontrolu.

## Etymologie
Jméno města v ázerbájdžánštině znamená bílý dům (ağ znamená „bílý“ a dam „dům“ nebo „podkroví“), což odkazuje k „jasnému prosluněnému bílému domu“, který si ve městě postavil Chán Panah Ali z Karabašského chanátu. Tento dům byl po téměř dvě staletí výraznou městskou dominantou.
Podle jiné verze slovo Aghdam znamená ve staré turečtině „malá pevnost”. Podle této verze v dávné minulosti v této oblasti žily turkické kmeny, které si zde pro obranu budovaly malé pevnosti. 

## Dějiny

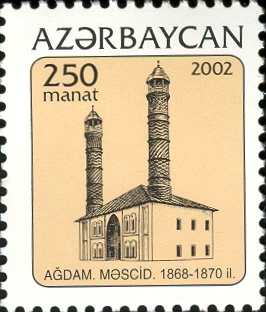
Mešita Agdam na ázerbájdžánské známce, znázorněná tak, jak vypadala před válkou v Karabachu

Agdam byl založen v roce 1741 nebo v roce 1752 a status města obdržel v roce 1828. Nachází se 26 km od Chankendi. Před arménským zničením ve městě fungovaly továrny na máslo, stroje, výroba brandy, vinařství, zpracování hedvábí. Město mělo dvě nádraží a jedno letiště.

### První válka o Náhorní Karabach

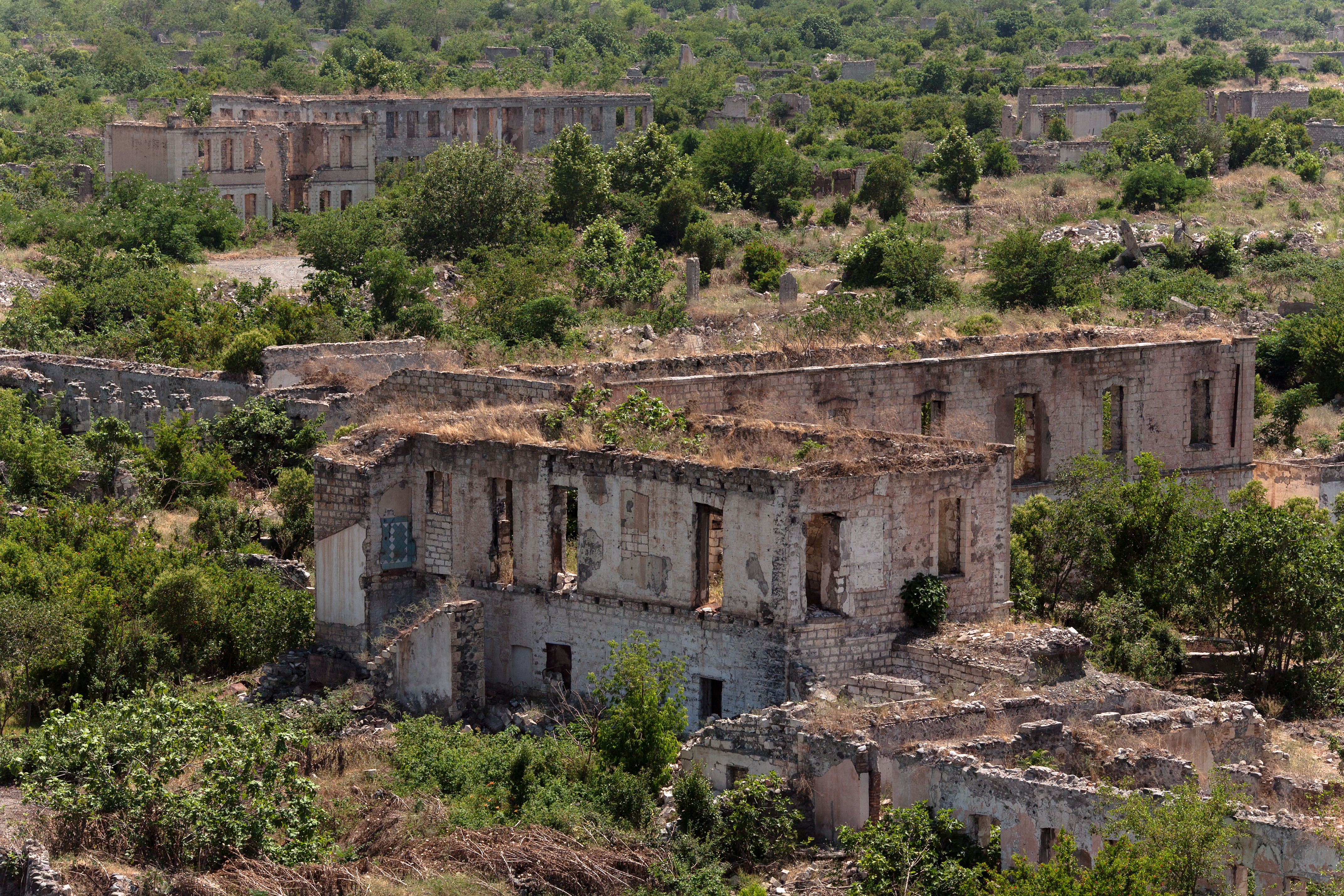
Příroda pomalu obsazuje ruiny Agdamu (2010)

Agdam byl dějištěm brutálních bojů v první válce o Náhorní Karabach. Agdam se stal centrem pro uprchlíky z Náhorního Karabachu, kteří doufali, že boje město minou, protože se nenacházelo v Náhorních Karabachu. Proslulá Džuma mešita se stala provizorní márnicí. Podle novináře Roberta Parsona použili ázerbájdžánské síly Agdam jako základnu pro útoky na Karabach, odpálení raket BM-21 Grad a odtamtud ostřelování civilistů.  Po pádu města bylo veškeré obyvatelstvo vyhnáno na východ, do Ázerbájdžánu.
Arménská armáda používala město jako  nárazníkovou zónu až do listopadu 2020. Díky tomu byl Agdam zcela zničen, včetně historických památek.  Co nebylo zničeno během bojů, bylo cíleně zničeno v poválečném období, kdy materiál z demolovaných domů byl použit mimo jiné i na výstavbu nových budov ve Stěpanakertu.
Podle organizace Human Rights Watch bylo město cíleně vypleněno a spáleno na příkaz arménských vládních orgánů.
Rada bezpečnosti OSN přijala 29. července 1993 rezoluci 853, která odsuzovala okupaci Agdamu a požadovala „okamžité ukončení veškerého nepřátelství a okamžité, úplné a bezpodmínečné stažení okupačních sil účastnících se konfliktu z agdamského regionu a všech ostatních nedávno okupovaných regionů Ázerbájdžánu”.
V důsledku arménské vojenské agrese vůči Agdamu bylo zabito 5 897 občanů města, zmrzačeno bylo 3 531 agdamských lidí a 1 871 dětí se stalo úplnými sirotky.

### Arménská okupace
Ve zničeném městě kdysi žilo téměř 40 000 lidí, po arménské okupaci se změnilo v neobydlené město duchů. Slavná agdamská mešita byla přeměněna na stodolu pro dobytek a prasata. Fotografie mešity plné prasat se staly pro Ázerbájdžán symbolem okupace Agdamu a celého Karabachu. Prasata v mešitě bez střechy vyvolala kritiku ázerbájdžánských a tureckých komunit, jejíž členové proto v roce 2010 napsali dopis papeži Benediktovi XVI. a požádali ho, aby apeloval na Armény ohledně záchrany mešity. Neuznaná Republika Náhorního Karabachu vydala oficiální zprávu o tom, že prostor bude vyčištěn a mešita zrekonstruována – nikdo až do roku 2020 ale nepotvrdil, že by záchrana mešity skutečně probíhala.
Fotograf Andrej Galafyev, který mešitu v roce 2007 navštívil, v červnu 2010 uvedl, že „podlaha v mešitě je zcela znečištěná hnojem dobytka, který ve dne bloudí po ruinách Agdamu“. Jeho fotografie ukazovaly dobytek v mešitě. Tato zpráva vyvolala kritiku ázerbájdžánských a tureckých novin.
V roce 2008 nazval časopis Lonely Planet město Agdam „kavkazskou Hirošimou”.
Zpustošené ruiny města přitahovaly nejen senzacechtivé turisty, ale i tradiční příznivce opuštěných měst. Přístup do něj nebyl oficiálně zakázán a na vlastní nebezpečí se do něj vypravují turisté z různých zemí. 

### Návrat pod správu Ázerbájdžánu

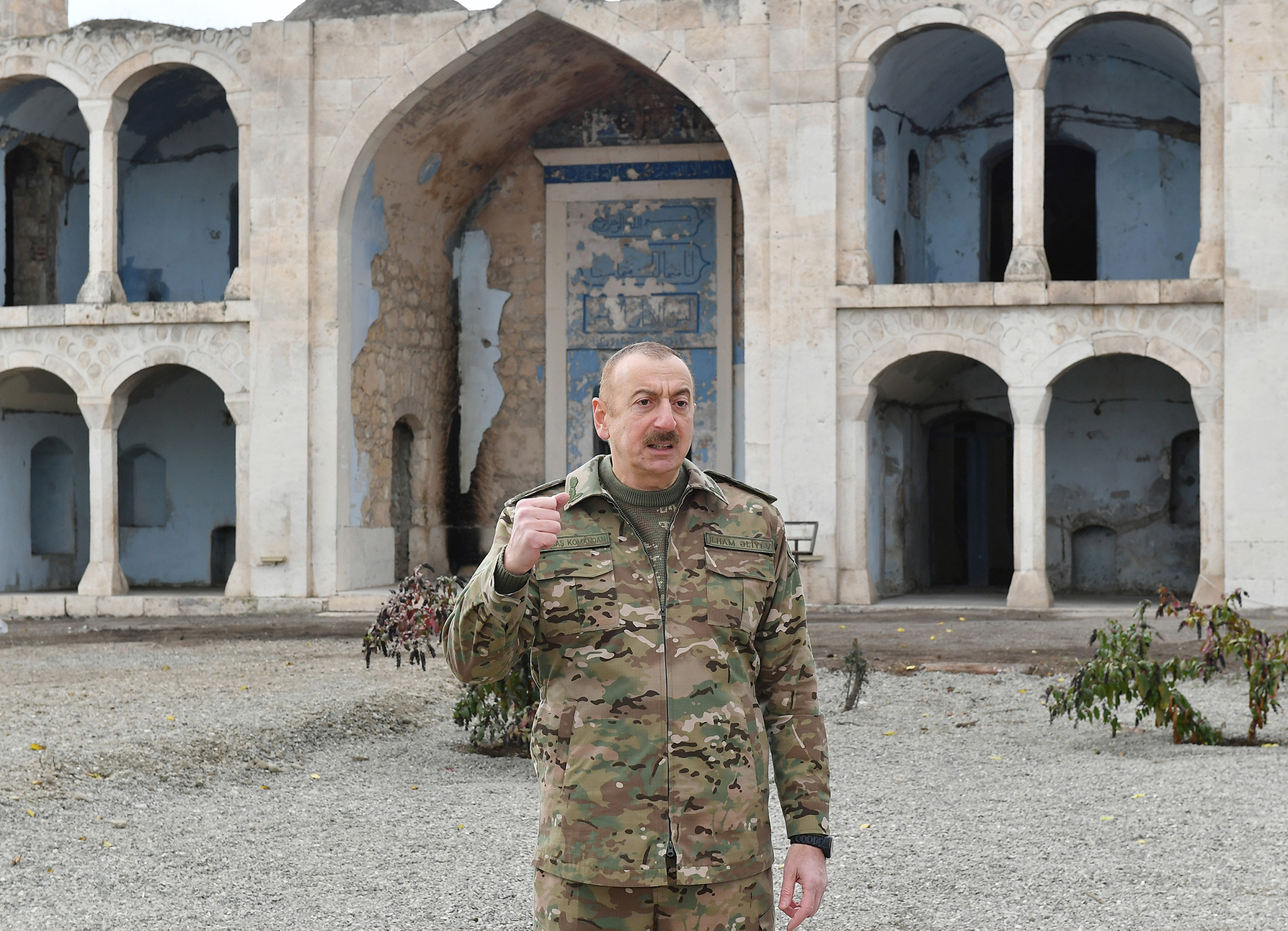
Ilham Alijev na návštěvě osvobozeného Agdamu 23. listopadu 2020

V rámci dohody, která ukončila válku v Náhorním Karabachu v roce 2020, bylo město a jeho okolí dne 20. listopadu 2020 vráceno pod ázerbájdžánskou svrchovanost. Dne 23. listopadu 2020 navštívil Agdam prezident Ázerbájdžánu Ilham Alijev spolu s první dámou Mehriban Alijevou, pomodlil se v Mešitě Džuma a vztyčil nad troskami města ázerbájdžánskou vlajku.
Krátce po návratu pod ázerbájdžánskou správu začalo odminovávání města. Očekává se, že v letech 2023–2025 se budou moci do trosek města stěhovat první lidé, kompletně by mělo být město odminováno během 15 let. Ke konci roku 2020 se jednalo o nejzaminovanější město na světě. V květnu 2021 bylo potvrzeno, že centrum města bude obnoveno. V návaznosti na to se začalo se stavbou moderní silnice a železnice mezi městy Barda a Agdam.
V červenci 2023 prezident Alijev ustanovil 20. listopad jako den města Agdam a rozhodl se tento svátek každoročně slavit.

## Demografie

### Počet obyvatel
V roce 1912 žilo ve městě 623 lidí. V roce 1989 ve městě žilo 28 031 lidí. Před pádem města tam žilo 39 200 obyvatel. V roce 2020 je město zničené a bez obyvatel. Od roku 2020 probíhá odminovávání města a masivní stavební práce. Do roku 2026 má být do města přestěhováno až 10 000 obyvatel.

### Náboženství
Agdam bylo vždy plně muslimským městem s převahou šíitských muslimů. Ve městě jsou dvě význačné mešity – Mešita Džuma a Mešita Šahbulag. Během arménské okupace byly mešity používány jako chlév a stodola.
V letech 2016–2020 byla Mešita Džuma používána jako arménské vojenské velitelství.
Mešita Džuma je v relativně dobrém stavu, je to nejzachovalejší budova z celého města. Podobu mešity navrhl architekt Krbalaj Safichan Karabachi. Tato dvoupatrová budova s šesti kupolemi a dvěma věžemi, vystavěná v letech 1868–1870, má vytlučená okna, zničený mramorový strop i veškerou výzdobu interiérů. 

## Zeměpis a podnebí
Město se nachází ve výšce 369 m n. m., na úpatí Karabašských hor. Z města je to 26 km do Chankendi a 365 km do Baku. Agdam má chladné, polosuché podnebí.

## Ekonomika
V okolí města i v něm samotném bylo velké množství vinic, protože díky slunnému počasí bylo pěstování hroznů a jejich zpracování nejčastější obživou obyvatel. Dalším obchodním artiklem byla výroba a vývoz másla. Postupem času se do popředí začal prosazovat strojírenský průmysl a do města byla zavedena železnice.

## Kultura

### Muzeum chleba
V Agdamu vzniklo Muzeum chleba, které bylo první v Sovětském svazu a druhé na světě. Bylo zřízeno v roce 1983 ve starém mlýně z 19. století. Nacházel se v něm mechanický mlýn s kapacitou mletí 8–10 tun pšenice denně a také čistič zrna a další ukázky nástrojů, hrnců a pekařského náčiní. V muzeu byly představovány různé druhy tradičních chlebů z mnoha okolních oblastí.
Muzeum chleba bylo chráněno Sovětským svazem a bylo místní kulturní památkou.
V roce 1992 zaútočily na muzeum arménské ozbrojené síly. Raketa po svém výbuchu způsobila požár, při kterém shořelo 1 500 muzejních exponátů.
Po převzetí města 20. listopadu 2020 bylo zjištěno, že z muzea zůstaly jen rozpadající se obvodové zdi.

### Hudební scéna
S Agdamem je spojen ázerbájdžánský styl hudby mugam. Ve městě existovala i hudební škola tohoto směru. 

## Sport
Od roku 1951 má Agdam vlastní fotbalový klub FK Karabach Agdam, který je od první války v Karabachu v Baku. V srpnu 2017 postoupil do skupinové fáze Ligy mistrů UEFA a stal se historicky prvním ázerbájdžánským klubem, kterému se to podařilo.

## Partnerská města
- Tiszavasvári, Maďarsko